# Latinské skloňování
Latina, podobně jako čeština, typologicky náleží k tzv. flexívním jazykům, pro které je charakteristické ohýbání (flexe) některých slovních druhů rozvinutým systémem koncovek. Skloňování neboli deklinace je typickým znakem podstatných jmen, skloňují se však také přídavná jména, zájmena a číslovky.

## Skloňování latinských substantiv
Latinská podstatná jména ([nomina]substantiva se skloňují podle 5 skloňovacích typů („vzorů“, tzv. deklinací). O zařazení do příslušné deklinace rozhoduje koncovka genitivu singuláru substantiva, typicky uváděná společně s tvarem nominativu a gramatickým rodem ve slovníku.
| Gen. sg. | Zařazení     | Vzor                 |
| -------- | ------------ | -------------------- |
| ae       | 1. deklinace | femina               |
| i        | 2. deklinace | servus, puer, verbum |
| is       | 3. deklinace | miles, carmen, mare  |
| us       | 4. deklinace | exercitus, cornu     |
| ei       | 5. deklinace | res                  |

Latina má šest pádů (casus), které kromě 6. pádu odpovídají pádům českým, tzn. ptáme se na ně týmiž pádovými otázkami. Latinský 6. pád (ablativ) odpovídá českému 7. pádu, proto se na něj ptáme pádovými otázkami "kým, čím". Český 6. pád je pouze předložkový a do latiny se překládá podle vazby latinských předložek.

### Substantiva 1. deklinace
Jako substantiva 1. deklinace se označují podstatná jména, která mají v gen. sg. koncovku -ae. Skloňují se podle vzoru femina,-ae, f.
|      | Sg.      | Pl.        |
| ---- | -------- | ---------- |
| Nom. | femin-a  | femin-ae   |
| Gen. | femin-ae | femin-arum |
| Dat. | femin-ae | femin-is   |
| Acc. | femin-am | femin-as   |
| Voc. | femin-a! | femin-ae!  |
| Abl. | femin-ā  | femin-is   |

### Substantiva 2. deklinace
Jako substantiva 2. deklinace se označují podstatná jména, která mají v gen. sg. koncovku -i. V zásadě se skloňují podle dvou vzorů, v závislosti na tom, zda se jedná o podstatné jméno mužského rodu (tzv. maskulinum, zkr. m.; vzor servus, -i, m., popř. puer, -i, m.) puer-chlapec, servus-otrok, nebo jde o podstatné jméno středního rodu (tzv. neutrum, zkr. n.; vzor verbum, -i, n.). Podtyp "puer" nepřibírá ve voc. sg. žádnou koncovku (puer-0).
|      | Sg.     | Pl.       |  | Sg.     | Pl.       |  | Sg.      | Pl.       |
| ---- | ------- | --------- |  | ------- | --------- |  | -------- | --------- |
| Nom. | serv-us | serv-i    |  | puer    | puer-i    |  | verb-um  | verb-a    |
| Gen. | serv-i  | serv-orum |  | puer-i  | puer-orum |  | verb-i   | verb-orum |
| Dat. | serv-o  | serv-is   |  | puer-o  | puer-is   |  | verb-o   | verb-is   |
| Acc. | serv-um | serv-os   |  | puer-um | puer-os   |  | verb-um  | verb-a    |
| Voc. | serv-e! | serv-i!   |  | puer-0! | puer-i!   |  | verb-um! | verb-a!   |
| Abl. | serv-o  | serv-is   |  | puer-o  | puer-is   |  | verb-o   | verb-is   |

### Substantiva 3. deklinace
Skloňují se podle vzorů: mīles, mīlitis, m. (voják) carmen, carminis, n. (píseň, báseň),cives,civis (občan) a mare, maris, n. (moře). Jsou zakončena v gen. na -is.
|           | Singulár | Plurál    |  | Singulár | Plurál     |  | Singulár | Plurál  |
| --------- | -------- | --------- |  | -------- | ---------- |  | -------- | ------- |
| Nominativ | mīles    | mīlitēs   |  | carmen   | carmina    |  | mare     | maria   |
| Genitiv   | mīlitis  | mīlitum   |  | carminis | carminum   |  | maris    | marium  |
| Dativ     | mīlitī   | mīlitibus |  | carminī  | carminibus |  | marī     | maribus |
| Akuzativ  | mīlitem  | mīlitēs   |  | carmen   | carmina    |  | mare     | maria   |
| Vokativ   | mīles    | mīlités   |  | carmen   | carmina    |  | mare     | maria   |
| Ablativ   | mīlite   | mīlitibus |  | carmine  | carminibus |  | marī     | maribus |

### Substantiva 4. deklinace
Skloňují se podle vzorů exercitus, exercitūs, m. (vojsko) a cornū, cornūs, n. (roh, křídlo). Jsou v gen. zakončena na -ūs.
|           | Singulár  | Plurál      |  | Singulár | Plurál   |
| --------- | --------- | ----------- |  | -------- | -------- |
| Nominativ | exercitus | exercitūs   |  | cornū    | cornua   |
| Genitiv   | exercitūs | exercituum  |  | cornūs   | cornuum  |
| Dativ     | exercituī | exercitibus |  | cornū    | cornibus |
| Akuzativ  | exercitum | exercitūs   |  | cornū    | cornua   |
| Vokativ   | exercitus | exercitūs   |  | cornū    | cornua   |
| Ablativ   | exercitū  | exercitibus |  | cornū    | cornibus |

### Substantiva 5. deklinace
Skloňují se podle vzoru rēs, reī, f. (věc). Jsou v gen. zakončena na -eī.
|           | Singulár | Plurál |
| --------- | -------- | ------ |
| Nominativ | rēs      | rēs    |
| Genitiv   | reī      | rērum  |
| Dativ     | reī      | rēbus  |
| Akuzativ  | rem      | rēs    |
| Vokativ   | rēs      | rēs    |
| Ablativ   | rē       | rēbus  |

## Skloňování latinských adjektiv
Latinská gramatika nedělá mezi substantivy a adjektivy žádný velký rozdíl. Obojí jsou jména a skloňují se stejně.
Nejvhodnější dělení latinských adjektiv je podle deklinace, podle níž se skloňují. Rozlišují se
1. adjektiva 1. a 2. deklinace - mužská koncovka nominativu singuláru je -us nebo -er a skloňují se jako jména 2. deklinace (vzor servus); ženská koncovka je -a a skloňují se jako jména 1. deklinace (vzor femina); koncovka nominativu singuláru neutra je -um, a adjektiva v neutru se tak skloňují jako neutra 2. deklinace (vzor verbum).
2. adjektiva 3. deklinace - skoňují se stejně jako další jména řadící se k této deklinaci. V praxi se rozlišují adjektiva jednovýchodná, dvojvýchodná a trojvýchodná. Rozdíl je v počtu "výchozích tvarů" v nominativu singuláru. Trojvýchodná mají odlišné tvary pro každý rod, dvojvýchodná mají společný výchozí tvar pro mužský a ženský rod a odlišný pro střední, jednovýchodná mají nominativ singuláru shodný pro všechny tři rody. Příklad:
  - Trojvýchodné: acer (m.); acris (f.); acre (n.) - "ostrý".
  - Dvojvýchodné: brevis (m., f.); breve (n.) - "krátký".
  - Jednovýchodné: felix (m., f., n.) - "šťastný".

Při dalším skloňování však počet výchozích tvarů nehraje žádnou roli a skloňování je pravidelné.
3. Latina zná i tzv. zájmenná adjektiva, která se skloňují pravidelně jako adjektiva 1. a 2. deklinace, avšak gen. a dat. sg. mají koncovky jako zájmena, tj.
  - gen. sg.: -ius (např. solius, "samotného");
  - dat. sg.: -i (např. soli, "samotnému").

Mezi zájmenná adjektiva patří např.: solus, unus, totus, uter (a uterque), nullus, ullus.